# Jordan Bone
Jordan Latham Bone (ur. 5 listopada 1997 w Nashville) – amerykański koszykarz, występujący na pozycji rozgrywającego.
27 listopada 2020 podpisał umowę z Orlando Magic na występy zarówno w NBA, jak i zespole G-League – Lakeland Magic. 3 lutego 2021 opuścił klub.

## Osiągnięcia
Stan na 7 lutego 2021, na podstawie, o ile nie zaznaczono inaczej.
NCAA
- Uczestnik:
  - Sweet 16 turnieju NCAA (2019)
  - II rundy turnieju NCAA (2018, 2019)
- Mistrz sezonu regularnego konferencji Southeastern (SEC – 2018)
- Zaliczony do:
  - I składu turnieju NIT Season Tip-Off (2018)
  - II składu SEC (2019)
- Zawodnik tygodnia SEC (4.02.2019)